# مایع ضدیخ
یکی از روش‌های رایج برای یخ زدایی هواپیما استفاده از سیالات یخ زدا یا ضدیخ‌های شیمیایی است که به‌طور عمده شامل گلیکول پروپیلن یا گلیکول اتیلن می‌باشند. میزان گلیکول (glycols) موجود در این سیالات بر حسب دما و شرایط آب و هوایی متغیر است.
اتیلن گلیکول یکی از آلاینده‌های خطرناک هوا به‌شمار می‌رود. مواد ضد خوردگی هم از نظر واکنش شیمیایی بسیار فعال بوده و پس از واکنش با یکدیگر و با گلیکول، محصولات فرعی سمی و خطرناکی تولید می‌کنند. از این رو تولیدکنندگان سعی در کاهش زیان‌های محیطی این سیالات دارند.
در فرودگاه‌هایی که در مناطق سردسیر واقع شده‌اند، در فصول سرد سال استفاده از پاشش مواد یخ زدا روی سطوح کنترلی و بال هواپیماها، در بسیاری از مواقع ضروری است و بدون این کار امکان برخاستن هواپیما به‌طور ایمن از روی باند وجود ندارد.
الکل از طریق حفره‌های روی بال به بیرون تراوش می‌کند و عملیات یخ زدایی را در حین پرواز انجام می‌دهد.